# Институт Айн Рэнд
Институт Айн Рэнд: Центр Развития Объективизма (ARI, ИАР) — некоммерческий аналитический центр, продвигающий философию Объективизма, созданную Айн Рэнд. Основан в 1985 году спустя три года с момента смерти Рэнд её законным наследником Леонардом Пейкоффом. Генеральным директором института на сегодняшний момент является Ярон Брук. В 2013 году бюджет организации составил $10 429 821.

## История
В течение своей жизни Айн Рэнд помогла организовать Фонд для нового интеллектуала для продвижения идей объективизма. Спустя 15 лет после её смерти этот фонд был расформирован, ибо дублировал работу Института Айн Рэнд. Хотя писательница не просчитывала появление организованного объективистского движения, она положительно оценивала работу рациональных людей для достижения общих целей. Леонард Пейкофф, её законный наследник, убедился в необходимости создать организацию после того, как бизнесмен Эд Снайдер организовал встречу возможных финансовых инвесторов в 1983 году. Также Пейкофф согласился стать первым председателем совета директоров.
ИАР начал работу 1 февраля 1985 года, спустя три года со смерти Айн Рэнд. Первый совет директоров включал Снайдера и психолога Эдит Паркер, первый также был одним из спонсоров организации. Первым генеральным директором стал Майкл Берлинер, ранее председатель отдела социально-философских исследований в Университете штата Калифорния в Нортридже. ARI также учредил управляющий совет. куда вошли Харри Бинсвангер, Роберт Гессен, Эдвин А. Лок, Артур Мод, Джордж Рейсман, Джей Снайдер, Мэри Энн Сурес и Питер Шварц в качестве председателя. Вскоре после этого М. Нортруп Бюхнер и Джордж Уолш вошли в состав консультативного совета.
Первые два проекта института были посвящены студенчеству. Один развивал сеть клубов при колледжах для изучения объективизма, второй посвящался конкурсу эссе для учеников высших школ на темы литературных произведений Рэнд В 1988 году началась публикация бюллетеней для жертвователей под названием Воздействие.
В 1989 году из-за споров по поводу открытости и закрытости философской системы Айн Рэнд было прекращено сотрудничество с философом Дэвид Келли, вместе с которым ушёл член совета консультантов Джордж Уолш. Келли основал собственный институт — Общество Атласа.
В январе 2000 года сменил на посту директора Ярон Брук, ставший впоследствии доцентом кафедры финансов Университета Санта Клары. Изначально институт находился в Марина дель Рэй, но в 2002 году переехал в Ирвайн, находящемся в том же штате — Калифорнии.
Charity Navigator, оценивающий благотворительные и образовательные организации для возможных доноров, в мае 2013 года дал ИАР четыре звезды из четырёх. Согласно подсчётам, институт тратит 86,7 % средств на программы, 8,6 % на фандрайзинг и 4,6 % на администрирование. К июню 2012 года в состав совета директоров входили: доктор Ярон Брук; доктор Berliner (сопредседатель); Эрлин Манн (сопредседатель), бывший юрист Goldman, Sachs & Co.; Карл Барни, CEO нескольких частных колледжей; доктор Харри Бинсвангер; доктор Тара Смит, профессор философии Университета Техаса в Остине; и Джон Эллисон, CEO Института Катона и бывший CEO BB&T.
Пейкофф сохраняет отношения с институтом, одобряя его деятельность в 2000-х годах Также он выступал спикером на летних конференциях ARI в 2007 и 2010 годах. В августе 2010 года он смог добиться изменений в совете директоров ИАР.

## Программы
Институт Айн Рэнд осуществляет ряд программ:
- Предоставление высшим школам и университетам комплектов романов Айн Рэнд Гимн, Источник, и Атлант расправил плечи[25].
- Конкурс студенческих эссе на темы романов Гимн, Источник, Мы, живые и Атлант расправил плечи[10].
- Помощь клубам при студенческих кампусах[26].
- Образовательная программа для учебных классов под названием Объективистский Академический Центр.
- Финансовая помощь студентам.
- Предоставление книг Айн Рэнд и учебных планов на базе объективизма образовательным заведениям.
- Появление в СМИ.
- Публичные лекции.
- Книжный магазин Айн Рэнд.
- Объективистские конференции.
- Стажировка.

### Центр Айн Рэнд за права человека
В 2008 году институт открыл Центр Айн Рэнд за права человека («ARC») в Вашингтоне, Округ Колумбия, специализирующийся на проблемах общественной политики.
В ходе финансового кризиса ARC придерживался позиции, что государственное вмешательство ответственно за кризис, и решение лежит не в дальнейшем государственном регулировании, а в полном капиталистическом невмешательстве.

## Цели
Главной целью института Айн Рэнд является провозглашение культурного ренессанса, который обратит вспять неразумные, несвободные, антииндивидуалистические и антикапиталистические тренды в нынешней культуре. Основным полем битвы в борьбе за разум и капитализм являются образовательные учреждения — высшие школы и, прежде всего, университеты, где студенты изучают идеи, формирующие их жизни.
Деятельность ИАР в основном образовательная, но также имеются «просветительские программы».

## Продвигаемые идеи
Институт Айн Рэнд спонсирует писателей и спикеров, придерживающихся ряда конкретных позиций по политическим и социальным вопросам

### Противостояние религии в политике
Поскольку объективизм поддерживает сторонников атеизма, ИАР выступает за отделение церкви от государства, а его авторы видят угрозу правам личности со стороны христианского крыла американских консерваторов. Также они выступают против демонстрации религиозных символов (таких как Десять заповедей) в государственных учреждениях. Институт считает, что религия несовместима с американскими идеалами и выступает против преподавания концепции «разумного замысла» в государственных школах.

### Ислам и борьба с терроризмом
ARI придерживается ряда спорных позиций по отношению к мусульманскому миру. В частности, они считают основной мотивацией для исламского терроризма само учение Мухаммеда, а не бедность и политику западного мира. Центр считает необходимым для США наносить подавляющие ответные удары, не ограничиваясь в средствах для уничтожения угрозы. Со 2 октября 2001 года институт провозгласил Иран основной целью в войне против «исламского тоталитаризма».
ИАР также поддерживает по большей части вопросов Израиль.

### Другие вопросы
В связи со скандалом из-за публикации карикатур на пророка Мухаммеда, ARI в 2006 году организовал Компанию в защиту Свободы Слова.
ARI критически настроен к энвайронментализму и правам животных, считая их деструктивными по отношению к человеческому благополучию. Также он негативно относится к политике мультикультурализма и позитивной дискриминации, ибо они имеют своей предпосылкой расизм и игнорирование человеческой общности.
Институт поддерживает право женщин на аборт, добровольную эвтаназию и самоубийство при содействии.
ARI в целом осуждает неоконсерватизм. Так, Брэдли Томпсоном была опубликована статья «Закат и падение американского консерватизма», позже ставшая основой для совместной книги с Яроном Бруком Неоконсерватизм: Некролог для Идеи.